# Birori
Birori (en sard, Bìroro) és un municipi italià, dins de la província de Nuoro. L'any 2007 tenia 591 habitants. Es troba a la regió de Marghine. Limita amb els municipis de Borore, Bortigali, Dualchi i Macomer.

## Administració
| Període | Identitat       | Partit        |
| ------- | --------------- | ------------- |
| 2005-   | Romano Benevole | Llista cívica |